# Арнольд (телесеріал)
«Арнольд» (англ. Arnold) — американський документальний серіал 2023 року виробництва Netflix. Серіал розповідає про життя та кар'єру Арнольда Шварценеггера, однієї з найвідоміших постатей у світі бодибілдингу, Голлівуду та політики.
Протягом трьох серій «Арнольда» глядачі спостерігають за історією підйому Шварценеггера на вершину слави, за його досягненнями в бодибілдингу, успішною акторською кар'єрою та переходом у політику. Серіал представляє глибокий погляд на людину, що стоїть за неперевершеною персоною, надаючи глядачам повне розуміння його багатогранного життя.

## Виробництво
Виробництвом серіалу займалися продюсер Аллен Ґ'юз (компанія Defiant Ones Media Group) та режисерка Леслі Чілкотт (компанія Invented By Girls). Для документального фільму Чілкотт спілкувалася зі Шварценеггером по відеозв'язку три-чотири рази на тиждень протягом півтора року, а пізніше записала з ним понад сорок годин інтерв'ю. Вона також заявила, що жодна тема не була заборонена до обговорення і Арнольд Шварценеггер не редагував записані матеріали. Чілкотт змогла висвітлити період його губернаторства лише протягом пів години відео і хотіла зробити ще один епізод про це, але її запит було відхилено.

## Випуск
Компанія Netflix анонсувала документальний серіал, заснований на житті Шварценеггера, 10 травня 2023 року та заявила, що він вийде трьома частинами. Анонс супроводжувався трейлером серіалу. «Арнольд» вийшов на платформі Netflix 7 червня 2023 року.

## Сприйняття
На вебсайті агрегатора рецензій Rotten Tomatoes 73 % із 26 відгуків критиків є позитивними із середньою оцінкою 6,4/10. Консенсус вебсайту звучить так: «Якщо „Арнольд“ надто поступливий, щоб повністю впоратися зі складною спадщиною Шварценеггера, основні факти його життя досить захопливі, щоб створити дуже цікавий документальний фільм».